# Musikåret 1993

## Händelser

### Januari
- Januari – Grammisutdelningar detta år.
- 8 – The US Postal Service utger ett Elvis Presley-frimärke efter en omröstning i februari 1992.[1]
- 12 januari – Cream återförenas för att spela i samband med inväljandet i Rock and Roll Hall of Fame i Los Angeles i Kalifornien, USA.[2].

### Februari
- 10 – Oprah Winfrey intervjuar Michael Jackson under ett amerikanskt TV-program, som blir en av historiens mest sedda TV-intervjuer och Michael Jacksons första på 14 år.[3].
- 11 – Musikalen Fantomen på operan med Mikael Samuelson spelas för 767:e gången på Oscarsteatern[4].

### Mars
- 5 – Arvingarnas låt "Eloise" vinner den svenska uttagningen till Eurovision Song Contest i Lisebergshallen i Göteborg[5].

### April
- 29 – En animerad version av Barry White medverkar i den amerikanska animerad TV-serien Simpsons.[6]

### Maj
- 15 – Niamh Kavanaghs låt "In Your Eyes" vinner Eurovision Song Contest i Millstreet för Irland[7]
- 30 – Metallica spelar på Stockholms stadion.[8]

### Juni
- 6 – Melodin "Två mörka ögon" av Sven-Ingvars lämnar Svensktoppen efter 71 veckor[9], nytt samtida rekord[10].
- 12 – Konsert med Terence Trent D'Arby, Dramarama, Gin Blossoms, The Lemonheads, The London Suede, The Posies, Rocket from the Crypt, Bettie Serveert, Stone Temple Pilots, The The och X på KROQ Weenie Roast i Los Angeles, Kalifornien, USA.

### Juli
- 3 – Sändningstiden för Svensktoppen flyttas från lördag till söndag[9] och programmet flyttas även från SR P3 till SR P4.

### December
- 11–12 – Konsert med Bad Religion, Belly, Tony Bennett, Blind Melon, Cowboy Junkies, Cracker, The Cranberries, 4 Non Blondes, General Public, Nick Heyward, Billy Idol, The Lemonheads, Porno for Pyros, Primus, Rage Against the Machine, Henry Rollins, The Smashing Pumpkins They Might Be Giants, US3, The Violent Femmes och Wonderstuff på KROQ Acoustic Christmas i Los Angeles, Kalifornien, USA.

### Okänt datum
- Första halvåret – Jacques Offenbachs Orfeus i underjorden på Stora teatern i Göteborg, regi av Staffan Aspegren.
- Chinateatern har Europapremiär av scenversionen av musikalen Fame med Karl Dyall och Petra Nielsen.
- Med draghjälp från MTV lanseras svenska artister som Stakka Bo, Ace of Base, Dr. Alban och Army of Lovers utanför Sverige.
- Skivbolaget EMI bryter kontraktet med gruppen Ultima Thule, efter att gruppmedlemmarna anklagats för att vara rasister och främlingsfientliga.

## Priser och utmärkelser
- Atterbergpriset – Lennart Hedwall
- Ceciliapriset – Bengt Berg
- Stora Christ Johnson-priset – Sven-Eric Johanson för Symfoni nr 10, Chez nous
- Mindre Christ Johnson-priset – Hans Gefors för orkesterverket Twine och orkestersatsen i operan Der Park
- Cornelis Vreeswijk-stipendiet – Björn J:son Lindh
- Crusellstipendiet – B. Tommy Andersson
- Fred Åkerström-stipendiet – Mikael Samuelson och Mats Bergström
- Hambestipendiet – Anders Wällhed
- Hugo Alfvénpriset – Ingvar Lidholm
- Jan Johansson-stipendiet – Gösta Rundqvist
- Jazz i Sverige – Max Schultz
- Jazzkatten
  - ”Årets jazzmusiker” – Anders Bergcrantz
  - ”Årets nykomling” – Rebecka Törnqvist
  - ”Musiker som förtjänar större uppmärksamhet/Grand Cru” – Roland Keijser
- Jenny Lind-stipendiet – Henriette Indahl
- Johnny Bode-stipendiet – Nisse Hellberg
- Jussi Björlingstipendiet – Nils-Erik Sparf och Alm Nils Ersson
- Medaljen för tonkonstens främjande – Monica Zetterlund, Werner Wolf Glaser, Bengt Peijel och Harald Thedéen
- Nordiska rådets musikpris – Mellersta Österbottens kammarorkester, Finland
- Norrbymedaljen – Erik Westberg
- Polarpriset – Dizzy Gillespie och Witold Lutosławski
- Rosenbergpriset – Bo Nilsson
- Schockpriset – Ingvar Lidholm, Sverige
- Spelmannen – Anders Hillborg
- Ulla Billquist-stipendiet – Towe Jaarnek
- Årets barn- och ungdomskörledare – Carl Bertil Agnestig
- Årets körledare – Robert Sund

## Årets album
Vänligen sortera soloartister på efternamn, musikgrupper på förstabokstaven (utan engelskans "The" och "A")

### A – G
- Ace of Base – Happy Nation (debut)
- Aerosmith – Get a Grip
- Elisabeth Andreasson – Julestemninger[11]
- Anthrax – Sound of White Noise
- Arvingarna – Eloise
- Svend Asmussen – Fiddling Around
- Atomic Swing – A Car Crash in the Blue
- Bad Religion – Recipe for Hate
- The Beach Boys – Good Vibrations (CD-box)
- The Bear Quartet – Cosy Den
- The Bear Quartet – Family Affair
- Björk – Debut
- Black Moon – Enta Da Stage
- Blind Guardian – Tokyo Tales
- Blind Melon – Blind Melon (debut)
- Blur – Modern Life is Rubbish
- Bo Kaspers orkester – Söndag i sängen (debut)
- bob hund – bob hund
- The Breeders – Last Splash
- Burzum – Aske
- Burzum – Det Som Engang Var
- Cannata – Watching the world
- Mariah Carey – Music Box
- Carlene Carter – Little Love Letters
- Phil Collins – Both Sides
- Christopher Cross – Rendezvous
- Clawfinger – Deaf Dumb Blind (debut)
- Cranberries – Everybody Else Is Doing It So Why Can't We
- Cypress Hill – Black Sunday
- Kikki Danielsson – Jag ska aldrig lämna dig
- Def Leppard – Retro Active
- De La Soul – Buhloone Mind State
- Depeche Mode – Songs of Faith and Devotion
- Devil Doll – The Sacrilege of Fatal Arms
- Dissection – The Somberlain
- Elise Einarsdotter ensemble & Lena Willemark – Senses
- Glenn Frey – Live
- Frankie Goes to Hollywood – Bang!
- Front 242 – 06:21:03:11 Up Evil
- Front 242 – 05:22:09:12 Off
- Eric Gadd – On Display
- Art Garfunkel – Up 'Til Now
- Gamma Ray – Insanity and Genius
- Jan Garbarek – Twelve Moons
- Goo Goo Dolls – Superstar Car Wash
- Guns N' Roses – The Spaghetti Incident?

### H – R
- Staffan Hellstrand – Regn
- Iron Maiden – A Real Live One
- Iron Maiden – Live at Donington
- Janet Jackson – Janet
- Claes Janson – All of Me
- Keith Jarrett – Bye Bye Blackbird
- Björn J:son Lindh och Peter Haber - Profeten
- Just D – Tre amigos
- Kayo – Kärleksland
- King Missile – Happy Hour
- Kiss – Alive III
- KMFDM – Angst
- Diana Krall – Stepping Out (debut)
- KRS-One – Return of the Boom Bap
- Lenny Kravitz – Are You Gonna Go My Way?
- Led Zeppelin – Led Zeppelin Box Set II
- Leif Bloms – Dej ska jag älska all min tid
- Lords of the Underground – Here Come the Lords
- Lotta & Anders Engbergs orkester – Kärlek gör mig tokig[12]
- Ulf Lundell - Måne över Haväng
- Manic Street Preachers – Gold Against the Soul
- Mark Oliver Everett – Broken Toy Shop
- Masta Ace Inc. – Slaughtahouse
- Meat Loaf – Bat Out of Hell II: Back Into Hell
- Metallica – Live Shit: Binge & Purge
- Pat Metheny Group – The Road to You
- Midnight Oil – Earth and Sun and Moon
- Morrissey – Beethoven Was Deaf
- Naughty by Nature – 19 Naughty III
- Ned's Atomic Dustbin – Are You Normal?
- New Order – Republic
- Nirvana – In Utero
- No Use for a Name – The Daily Grind
- The Offspring – Ignition
- Onyx  – Bucdafucup
- Dolly Parton – Honky Tonk Angels
- Dolly Parton – Slow Dancing with the Moon
- Pearl Jam – Vs.
- Pet Shop Boys – Very
- Andreas Pettersson – Live in Finland (debut)
- Primus – Pork Soda
- Rancid – Rancid (debut)
- Ronny och Ragge – Let's Pök!
- Rush – Counterparts

### S – Ö
- Satyricon – Dark Medieval Times
- School of Fish – Human Cannonball
- Nina Simone – A Single Woman
- The Smashing Pumpkins – Siamese Dream
- Snoop Doggy Dog – Doggy Style
- Soundtrack – Menace II Sciety
- Bruce Springsteen – In Concert/MTV Plugged
- Lisa Stansfield – So Natural
- Sting – Ten Summoner's Tales
- Suede – Suede (debut)
- Sven-Bertil Taube – ¡Inspiración Argentina!
- Tool – Undertow
- Rebecka Törnqvist – A Night Like This (debut)
- Magnus Uggla – Alla får påsar
- U2 – Zooropa
- Ultima Thule – Vikingabalk
- Van Halen – Live: Right Here, Right Now
- Anders Widmark – Anders Widmark and The Soul Quartet
- Anna Vissi – Ta Kalitera Mou Tragoudia

## Årets singlar och hitlåtar
Vänligen sortera soloartister på efternamn, musikgrupper på förstabokstaven (utan engelskans "The" och "A")
- Ace of Base – Happy Nation
- Ace of Base – The Sign
- Ace of Base – All That She Wants
- Aerosmith – Cryin'
- Bryan Adams, Rod Stewart och Sting – All for Love
- After 7 – Baby I'm for Real
- Arvingarna – Eloise
- Atomic Swing – Smile
- Carlene Carter – Every Little Thing
- Björk – Human Behaviour
- Björk och David Arnold – Play Dead
- Björk – Venus as a Boy
- Nick Borgen – We Are All the Winners
- Göran Lindbergs orkester – Den röda stugan
- Blind Melon – No Rain
- Clawfinger – Nigger
- Clawfinger – The Truth
- Clawfinger – Warfair
- Clawfinger – Rosegrove
- Culture Beat – Mr. Vain
- Kikki Danielsson – Som en sol
- Dia Psalma – Hon får...
- Domino - Ghetto Jam
- Dr. Alban – Sing Hallelujah!
- Dr. Dre – Nuthin' but a 'G' Thang
- Dr. Dre featuring Snoop Doggy Dogg - Dre Day
- Duran Duran – Come Undone
- Duran Duran – Ordinary World
- East 17 – Deep
- 4 Non Blonds - What's Up
- Ted Gärdestad – För kärlekens skull
- Boy George – The Crying Game
- H-Town – Knockin' Da Boots
- Whitney Houston – I'm Every Woman
- Iron Maiden – Hallowed Be Thy Name
- Alan Jackson – Chattahoochee
- Jade – Don't Walk Away
- Janet Jackson – That's the Way Love Goes, If, Again
- Just D – Vart tog den söta lilla flickan vägen?
- Lotta & Anders Engbergs orkester – Alla lyckliga stunder
- Kayo – Om natten
- King Missile – Detachable Penis
- Lenny Kravitz – Are You Gonna Go My Way
- Tomas Ledin – Släpp hästarna fria
- Tomas Ledin – Du kan lita på mej
- M People – Moving On Up
- Madonna – Rain
- Magnus Uggla – 4 sekunder
- Meat Loaf – I'd Do Anything for Love (but I Won't Do That)
- Naughty by Nature – Hip Hop Hooray
- Nirvana – Heart-Shaped Box
- Orup – Vid min faders grav
- Pandora – Trust Me
- Dolly Parton – Romeo
- Pet Shop Boys – Can You Forgive Her?
- Pet Shop Boys – Go West
- Positive K – I Got a Man
- R.E.M. – Man on the Moon
- Vanessa Paradis – Sunday Mondays
- Rob 'n' Raz – In Command
- Roxette – Almost Unreal[13]
- Roxette – Fingertips '93[13]
- Shaggy – Oh Carolina
- Sheryl Crow - Run baby run
- Snow – Informer
- Soul Asylum – Runaway Train
- Spin Doctors – Two Princes
- Staffan Hellstrand – Lilla fågel blå
- Stakka Bo – Here We Go
- Niklas Strömstedt – Oslagbara
- Suede – Animal Nitrate
- Take That – Pray
- Take That featuring Lulu – Relight My Fire
- Titiyo – Never Let Me Go
- 2 Unlimited – No Limit
- Ugly Kid Joe – Cats in the Cradle
- Walter & Scotty – I Wanna Know Your Name

## Sverigetopplistan1993
| Datum                  | Låttitel                                       | Artist/grupp                     | Bakgrund              |
| ---------------------- | ---------------------------------------------- | -------------------------------- | --------------------- |
| 13 januari 1993 (6v)   | I Will Always Love You                         | Whitney Houston                  | USA                   |
| 24 februari 1993 (8v)  | No Limit                                       | 2 Unlimited                      | Nederländerna         |
| 21 april 1993 (6v)     | Informer                                       | Snow                             | Kanada                |
| 2 juni 1993 (2v)       | Two Princes                                    | Spin Doctors                     | USA                   |
| 16 juni 1993 (2v)      | Somebody Dance With Me                         | DJ Bobo                          | Schweiz               |
| 30 juni 1993 (4v)      | (I Can't Help) Falling In Love With You        | UB40                             | Storbritannien        |
| 11 augusti 1993 (5v)   | What's Up?                                     | 4 Non Blondes                    | USA                   |
| 22 september 1993 (1v) | Life                                           | Haddaway                         | Trinidad och Tobago   |
| 29 september 1993 (5v) | Living On My Own                               | Freddie Mercury                  | Storbritannien        |
| 3 november 1993 (5v)   | I'd Do Anything For Love (But I Won't Do That) | Meat Loaf                        | USA                   |
| 8 december 1993 (1v)   | In Command                                     | Rob'n'Raz                        | Sverige               |
| 15 december 1993 (1v)  | I'd Do Anything For Love (But I Won't Do That) | Meat Loaf                        | USA                   |
| 22 december 1993 (10v) | All For Love                                   | Bryan Adams, Rod Stewart & Sting | Kanada Storbritannien |

## Jazz
- Greg Osby: 3D Lifestyles
- Mulgrew Miller: With Our Own Eyes
- John Scofield: Hand Jive
- Steve Coleman: Tao of Mad Phat
- James Ulmer: Harmolodic Guitar with Strings
- Irene Schweizer: Les Diaboliques
- Evan Parker: Synergetics – Phonomanie III
- David Liebman: The Seasons
- Marcus Miller: The Sun Don't Lie
- Joe Maneri: Dahabenzapple
- Joey Baron: Raised Pleasure Dot
- Joshua Redman: Joshua Redman
- Cecil Taylor: Always a Pleasure
- Charlie Hunter: Charlie Hunter Trio

## Födda
- 8 januari – Dzintars Čīca, lettisk musiker.
- 26 juni – Ariana Grande, amerikansk sångare och låtskrivare.
- 9 oktober – Felix Hvit, svensk sångare och låtskrivare.

## Avlidna
- 6 januari – Dizzy Gillespie, 75, amerikansk jazzmusiker.
- 25 januari – Irma Björck, 94, svensk sopran, hovsångare.
- 31 januari – Helga Görlin, 92, svensk hovsångare (sopran).
- 31 mars – Rolf Björling, 64, svensk operasångare (tenor).
- 8 april – Marian Anderson, 96, amerikansk operasångare (alt).
- 12 april – Dagmar Gille, 90, svensk operettsångare.
- 12 maj – Camilla Stærn, 45, svensk operasångare och skådespelare.
- 30 maj – Sun Ra, 79, amerikansk musiker, organist och kompositör.
- 4 juni – Erna Groth, 62, svensk skådespelare, sångerska och scripta.
- 10 juni – Arleen Augér, 53, amerikansk operasångare (sopran).
- 28 juni – GG Allin, 36, amerikansk punksångare.
- 14 juli – Leo Ferré, 76, fransk poet och sångare.
- 9 augusti – Euronymous, eg. Øystein Aarseth, 25, norsk musiker, gitarrist i Mayhem.
- 23 oktober – Ulf Björlin, 60, svensk dirigent och tonsättare, arrangör av filmmusik.
- 27 oktober – Ulla-Bella Fridh, 63, svensk skådespelare och sångare.
- 2 november – Åke Jensen, 80, svensk skådespelare och sångare.
- 4 december – Frank Zappa, 52, amerikansk rocksångare och kompositör.
- 25 december – Ann Ronell, 88, amerikansk jazzkompositör.

### Fotnoter
1. ↑  ”The Elvis Stamp: America elects a King”. Postalmuseum.si.edu. Arkiverad från originalet den 23 juni 2010. https://web.archive.org/web/20100623014759/http://www.postalmuseum.si.edu/artofthestamp/subpage%20table%20images/artwork/rarities/Elvis%20Ballot/elvisballot.htm. Läst 28 juni 2010.
2. ↑   Cream: Classic Artists. [DVD]. Emperor Media Holdings
3. ↑  ”All Michael Jackson – Oprah interview”. Arkiverad från originalet den 29 mars 2018. https://web.archive.org/web/20180329105240/http://www.allmichaeljackson.com/interviews/oprahinterview.html. Läst 14 mars 2011.
4. ↑  100 år med Aftonbladet – 1993, 1999
5. ↑  ”Poplight - Melodifestivalen”. Arkiverad från originalet den 24 maj 2012. https://archive.is/20120524220355/http://poplight.zitiz.se/melodifestivalen/1993. Läst 24 maj 2012.
6. ↑  "Whacking Day".   The Simpsons.  29 april 1993. Nr. 20, säsong 4.
7. ↑  ”Poplight - Eurovision Song Contest”. Arkiverad från originalet den 24 maj 2012. https://archive.is/20120524215952/http://poplight.zitiz.se/eurovision-song-contest/1992. Läst 1 januari 2011.
8. ↑  ”Metallica”. Arkiverad från originalet den 19 januari 2013. https://web.archive.org/web/20130119052310/http://www.metallica.com/tour/may-30-1993-stockholm.asp. Läst 15 april 2011.
9. 1 2  Svensktoppen - 1993
10. ↑  Svensktoppen - Rekord på Svensktoppen.
11. ↑  Elisabeth Andreassen fansite – Skivhistorik
12. ↑  Lotta Engbergs diskografi Arkiverad 3 februari 2011 hämtat från the Wayback Machine.
13. 1 2  Roxettes diskografi Arkiverad 24 augusti 2011 hämtat från the Wayback Machine.